# Credieuronord
La Banca Popolare CredieuroNord s.c.a.r.l. è stato un istituto bancario italiano fondato nei primi anni 2000 sotto l'egida del partito politico della Lega Nord.

## Storia

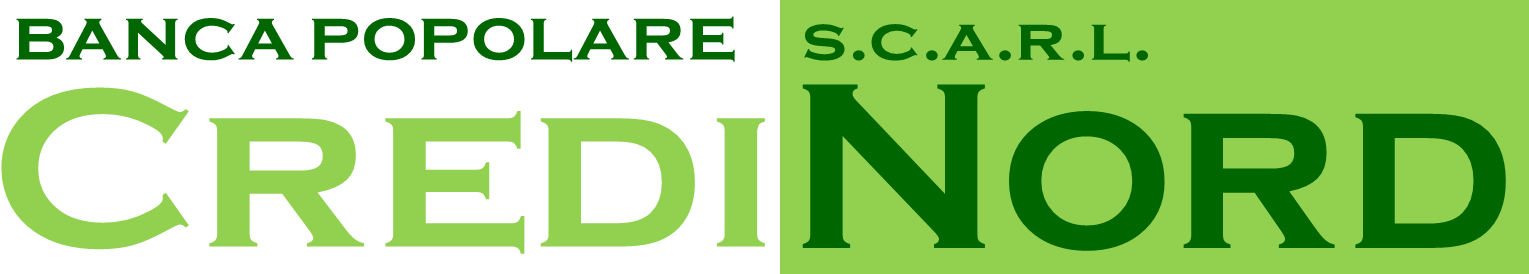
Primo logo

La fondazione della Banca Popolare CrediNord venne annunciata nel 1998; ne fu sponsor lo stesso leader leghista Umberto Bossi, che apparve sui manifesti pubblicitari e scrisse una lettera ai vertici del partito, invitando a sottoscriverne le quote.  Il nome societario venne presto mutato in CredieuroNord a seguito delle proteste di una banca francese, il Crédit du Nord, che contestò un’eccessiva somiglianza con la propria ragione sociale.
Presidente dell'istituto fu designato Francesco Arcucci, allora nel consiglio di Banca Intesa, coadiuvato dal vice presidente il leghista Gian Maria Galimberti. I soci sono 2615, poco più di 17 miliardi di lire il capitale. Arcucci si autosospenderà, denunciando poi i problemi della banca dopo le prime sentenze giudiziarie.
Ispezionata dalla Banca d'Italia nel 2003, la banca rivelerà seri problemi gestionali, per cui verranno multati i vertici aziendali nel 2004 dall'allora ministro dell'Economia e delle Finanze Giulio Tremonti. La documentazione relativa, però, non è mai stata trasmessa alle procure. Venne iniziata un'operazione di salvataggio da parte della Banca Popolare di Lodi, all'epoca guidata da Gianpiero Fiorani, che però di lì a breve sarà anch'essa al centro di uno scandalo finanziario. Nel 2006 arrivano le prime sentenze giudiziarie contro Gian Maria Galimberti, Giancarlo Conti e Piero Franco Filippi, condannati a risarcire 3 milioni di euro, mentre lo stesso verdetto assolve i politici indagati.
Secondo Rosanna Sapori, ex consigliere comunale leghista e giornalista di Radio Padania Libera, in cambio del salvataggio del Credieuronord da parte di Gianpiero Fiorani, Silvio Berlusconi avrebbe ottenuto la proprietà politica del simbolo del Sole delle alpi.